# Ota (esposa de Arnulfo da Caríntia)
Ota, também conhecida como Oda (874 — 30 de dezembro de 903) foi uma rainha dos Francos Orientais e imperatriz do Sacro Império Romano-Germânico como esposa de Arnulfo da Caríntia.
Eles se casaram em 888, tornando-se rainha dos Francos Orientais nesse mesmo ano. Tornou-se imperatriz em 22 de fevereiro de 896. Perdeu o marido, em 8 de dezembro de 899, ele tinha 49 anos. Ota viria a falecer em 903. Ota era uma integrante da dinastia conradina.[carece de fontes?]

## Casamento e Filhos
Casou com Arnulfo da Caríntia em 888 e teve dois filhos, entre eles Luís, a Criança, Rei da Frância oriental.